# 欧特绍
欧特绍（法語：Autechaux，法語發音：[ot(ə)ʃo]）是法国杜省的一个市镇，位于该省北部，属于贝桑松区。

## 地理
欧特绍（47°22'40"N, 6°23'7"E）面积6.59 平方千米，位于法国勃艮第-弗朗什-孔泰大區杜省，该省份为法国东部内陆省份，北起上索恩省，西接汝拉省，东部及东南部与瑞士接壤，东北部与贝尔福地区省接壤。
与欧特绍接壤的市镇（或旧市镇、城区）包括：韦尔格拉讷、韦尔讷、瓦朗、博姆莱达姆。
欧特绍的时区为UTC+01:00、UTC+02:00（夏令时）。

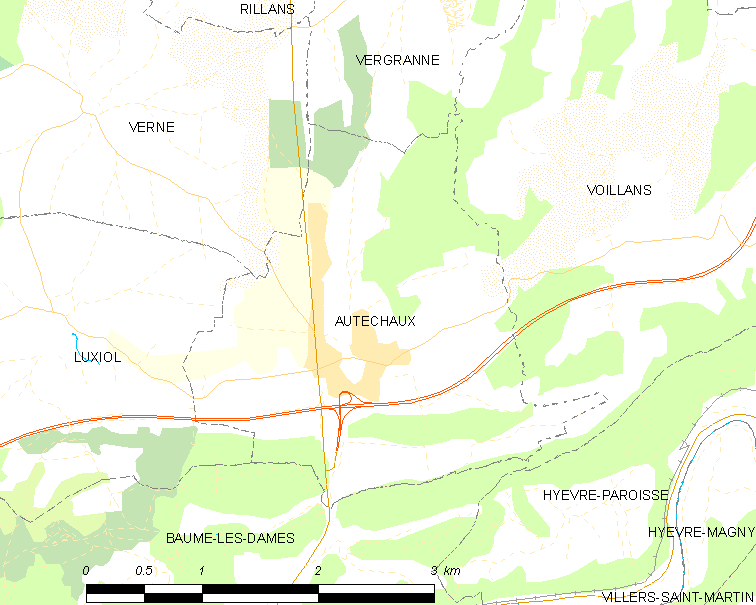
欧特绍的OSM定位图

## 行政
欧特绍的邮政编码为25110，INSEE市镇编码为25032。

## 政治
欧特绍所属的省级选区为博姆莱达姆县。

## 交通
法国国家A36号高速公路经过境内并设有5号出入口。杜省省道D50线、D113线和D271线在境内交汇。

## 人口

1962-2008年间欧特绍人口变化图示

欧特绍于2022年1月1日时的人口数量为431人。